# Hamza Gür
Hamza Gür (* 3. April 1994 in Jordanien) ist ein türkischer Fußballspieler.

## Karriere
Gür begann mit dem Vereinsfußball in der Nachwuchsabteilung von Antalyaspor und durchlief anschließend die Nachwuchsabteilungen von Hatayspor, Altınözü Belediyesi Gençlik ve Spor und İskenderun Demir Çelikspor.
Bei Letzterem erhielt er im April 2011 einen Profivertrag und absolvierte bis zum Saisonende zwei Ligaeinsätzen.
Zur Saison 2015/16 verließ Gür den Verein der sich in der Zwischenzeit in Körfez İskenderunspor umbenannt hatte und wechselte zum Zweitligisten 1461 Trabzon, den Zweitverein von Trabzonspor, abgegeben.

## Erfolge
Mit Hatayspor
- Meister der TFF 2. Lig und Aufstieg in die TFF 1. Lig: 2017/18